# 현공
현공(县公)은 전근대 동아시아에서 현을 영지로 하사받은 공작위들의 총칭이다. 조위대부터 송대와 요대까지 존재했던 작위로 공작위 중 제일 낮은 등급의 작위이다.